# Amplifikation (Genetik)
Amplifikation bezeichnet die Vermehrung von DNA-Abschnitten. Eine Amplifikation beschreibt in der Genetik eine natürlich vorkommende Vermehrung (Replikation) bestimmter DNA-Sequenzen. Sie wird in der Molekularbiologie in vitro zur Vermehrung von DNA verwendet. Die Vermehrung des ganzen Genoms durch Polyploidisierung ist keine Amplifizierung im eigentlichen Sinne, da auch große DNA-Mengen ohne erkennbare Relevanz vervielfältigt werden.

## Eigenschaften
Die natürlich vorkommende Amplifikation von DNA-Abschnitten ist eine Form der Mutation und dient vermutlich einer beschleunigten Evolution durch akkordeonartige Expansionen und Kontraktionen von DNA-Abschnitten im Genom.
Dies kann z. B. zu einer beschleunigten Ausbildung von Resistenzen führen, etwa gegen Antibiotika oder Insektizide.

## Formen natürlicher Amplifikation
Die gezielte Vermehrung von DNA ist auch ein natürlicher Prozess. Sie dient dazu, meist durch Genduplikation die Gendosis einzelner Gene bei Bedarf zu steigern. Man hat bei mehreren Lebewesen, z. B. beim Gelbrandkäfer (Dytiscus marginalis) oder beim Krallenfrosch (Xenopus laevis) herausgefunden, dass sie ribosomale DNA extrachromosomal amplifizieren können. Dies geschieht vor allem bei Eizellen, da dort der Bedarf an Ribosomen stark erhöht ist. Die Amplifizierung erfolgt, indem die rDNA herausgeschnitten und zirkularisiert wird. Die rDNA-Ringe werden dann durch rolling-circle-Replikation vermehrt und gleichen somit den Mangel wieder aus. Ein weiteres Beispiel der natürlichen Amplifikation liefern die Gene für die Eihülle (Chorion) in den Follikelzellen von Drosophila melanogaster. Vor den Genen liegt ein unidirektionaler origin of replication (ori). Dieser bewirkt, dass nur die Gene selektiv repliziert werden, während andere Genombereiche in der alten Anzahl verbleiben. Die Replikation setzt an den Genen gleich mehrfach an, sodass es im Elektronenmikroskop wie eine Zwiebelschalenstruktur aussieht, weswegen man auch von onion skin replication spricht. Die Choriongene werden dabei versechzehnfacht, um für das rasante Ei-Wachstum genug Proteine zu liefern.

## Gesundheitliche Auswirkungen
Bei manchen Onkogenen kommt es im Zuge der Onkogenese zu Amplifikationen, z. B. bei HER2/neu. Eine solche krankhafte Amplifikation wird „als Reaktion“ mancher Onkogenen gegen Cytostatika verstanden. Bei der Therapie von Krebs werden als Cytostatika oftmals Mittel benutzt, die die Produktion der Nukleobasen oder deren Ausgangsstoffe verhindern. Die Krebszellen reagieren gelegentlich darauf mit der Amplifikation jener Genbereiche, deren Genprodukte durch die Cytostatika gehemmt oder blockiert werden. Amplifikationen geschehen vorherrschend intrachromosomal. Ihre Ausbildungen sind im Lichtmikroskop als homogeneous staining regions, als homogene Chromosomenverlängerungen, oder extrachromosomal als sogenannte double minutes zu erkennen.

## Amplifikation als Technik
Die Vervielfältigung von DNA wird auch als Amplifikation bezeichnet, die Ausgangssequenz wird dabei als Amplicon und das Erzeugnis als Amplifikat bezeichnet. Die bedeutendste Technik der Amplifikation ist vermutlich die gezielte Vermehrung von DNA per Polymerase-Kettenreaktion, daneben werden isothermale Methoden wie die Multidisplacement Amplification, die Isothermal Assembly oder die Recombinase Polymerase Amplification verwendet.